# Armário

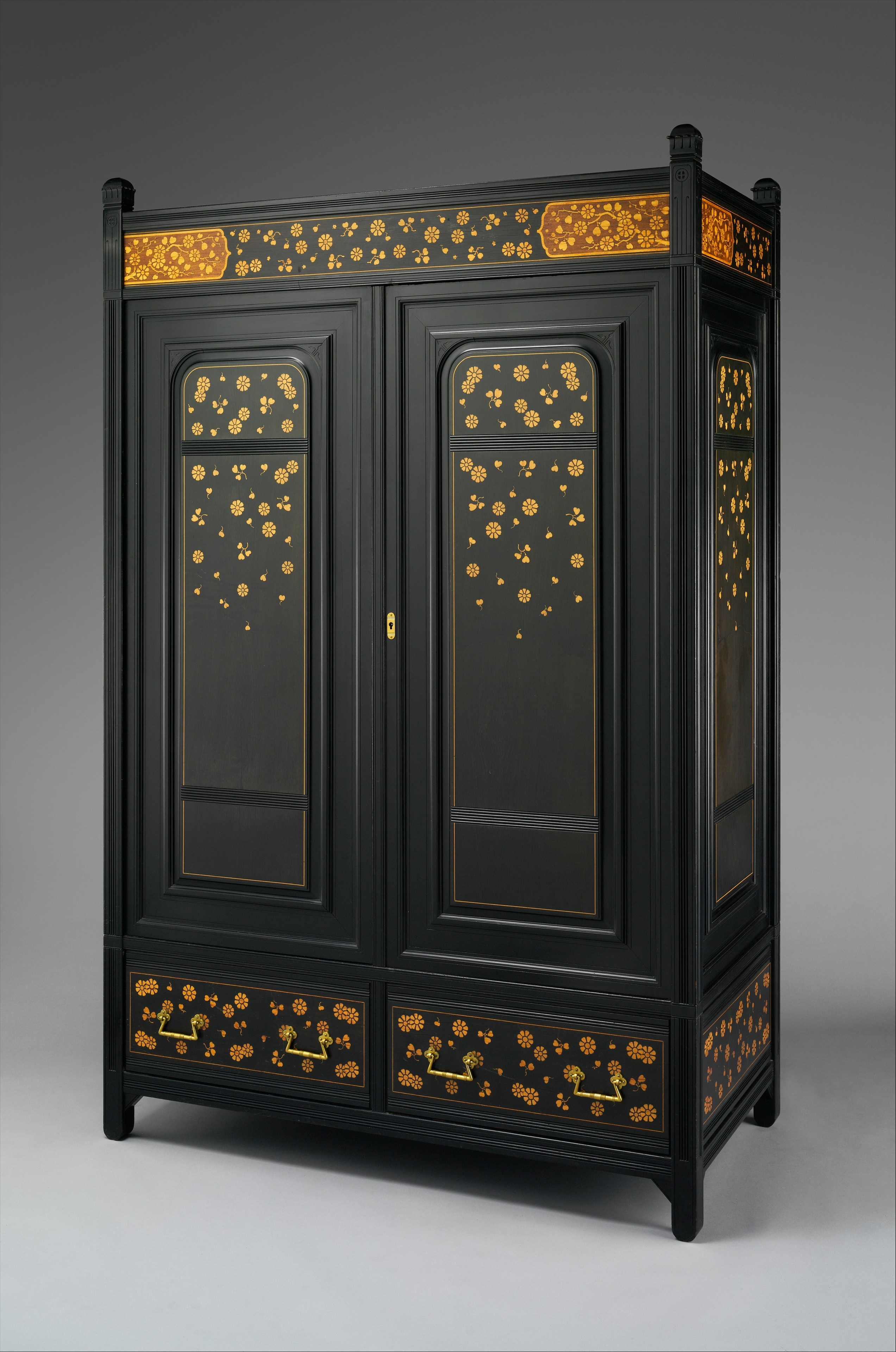
Armário.

Armários são estruturas, ou até mesmo um pequeno cômodo, com a serventia de guardar objetos de forma organizada e ergonômica. Podem ser encontrados em escritórios, cozinhas, dormitórios (guarda-roupas), vestiários, banheiros e áreas de serviços.

## Características
Comumente, são elaborados em madeira (devido a capacidade de transformação e usinagem, estabilidade dimensional e resistência deste material), com portas e gavetas para melhor organização e ocultação de seus objetos.
Os armários também servem para maximizar o uso do espaço, já que em seu interior podem existir prateleiras, que são superfícies horizontais que dividem o armário, aumentando a área de espaço útil. Geralmente tem forma cúbica, com ângulos de 90°.

## Materiais mais utilizados
Dentre os materiais utilizados estão:
- Madeira maciça;
- MDF;
- aglomerado / MDP;
- compensado;
- metal;
- PVC;
- PEAD.[7]

## Finalidade
Dentre as principais funções da mobília estão:
- Guardar;
- organizar;
- conservar;
- maximizar espaço;
- facilitar acesso a objetos.

## Galeria

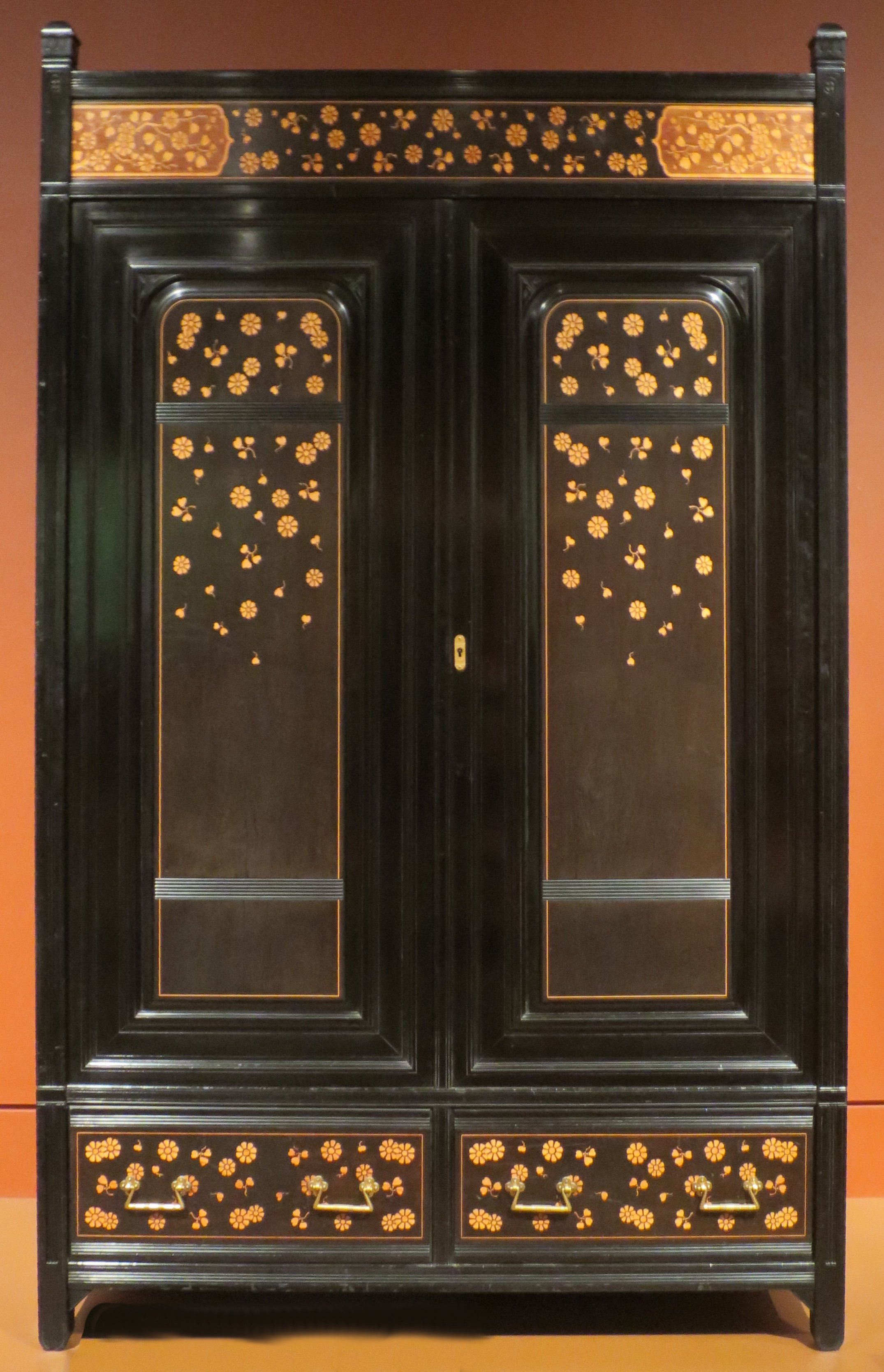
Armário da Herter Brothers, 1875-83,Museu Metropolitano de Arte
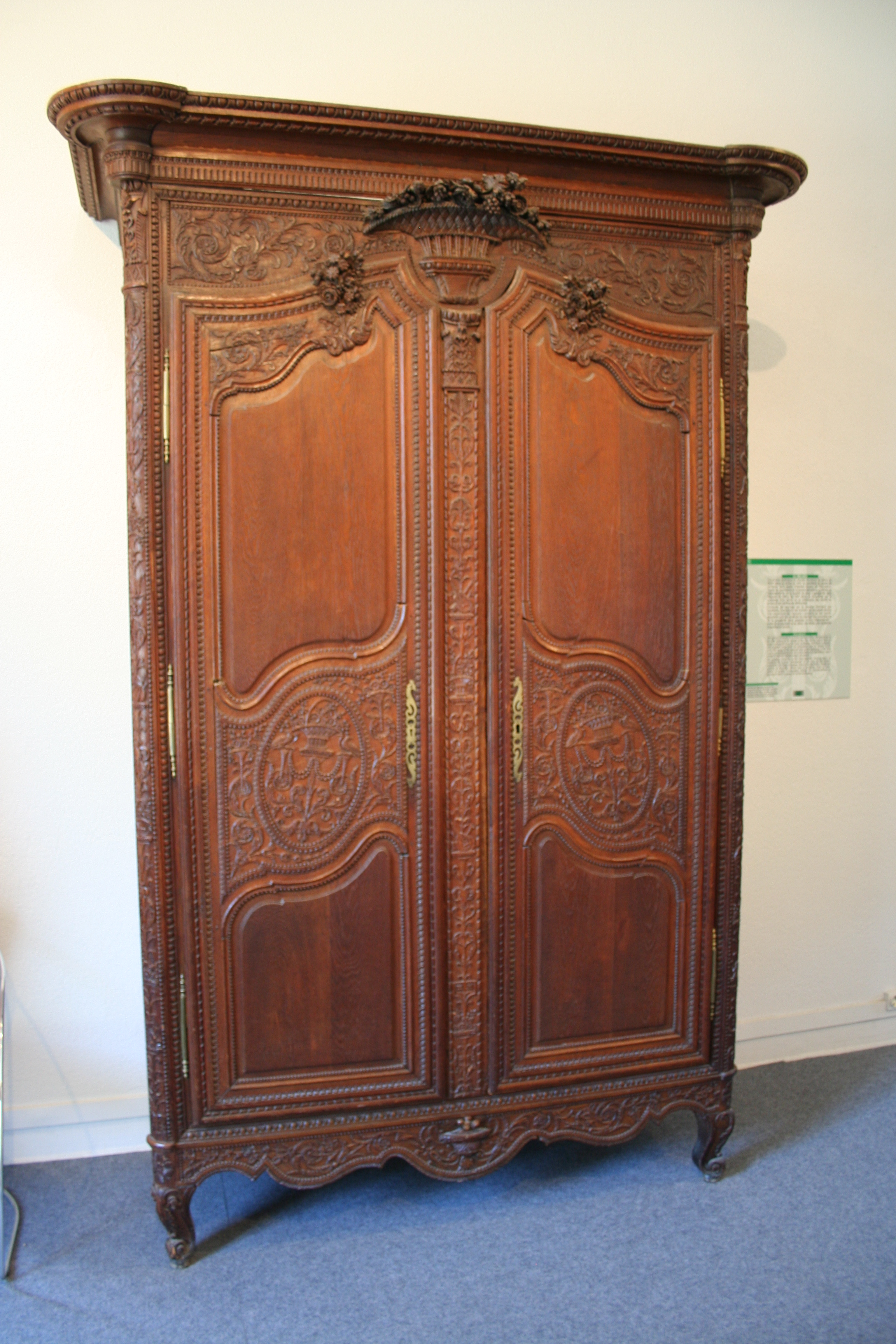
Armário no museu normando
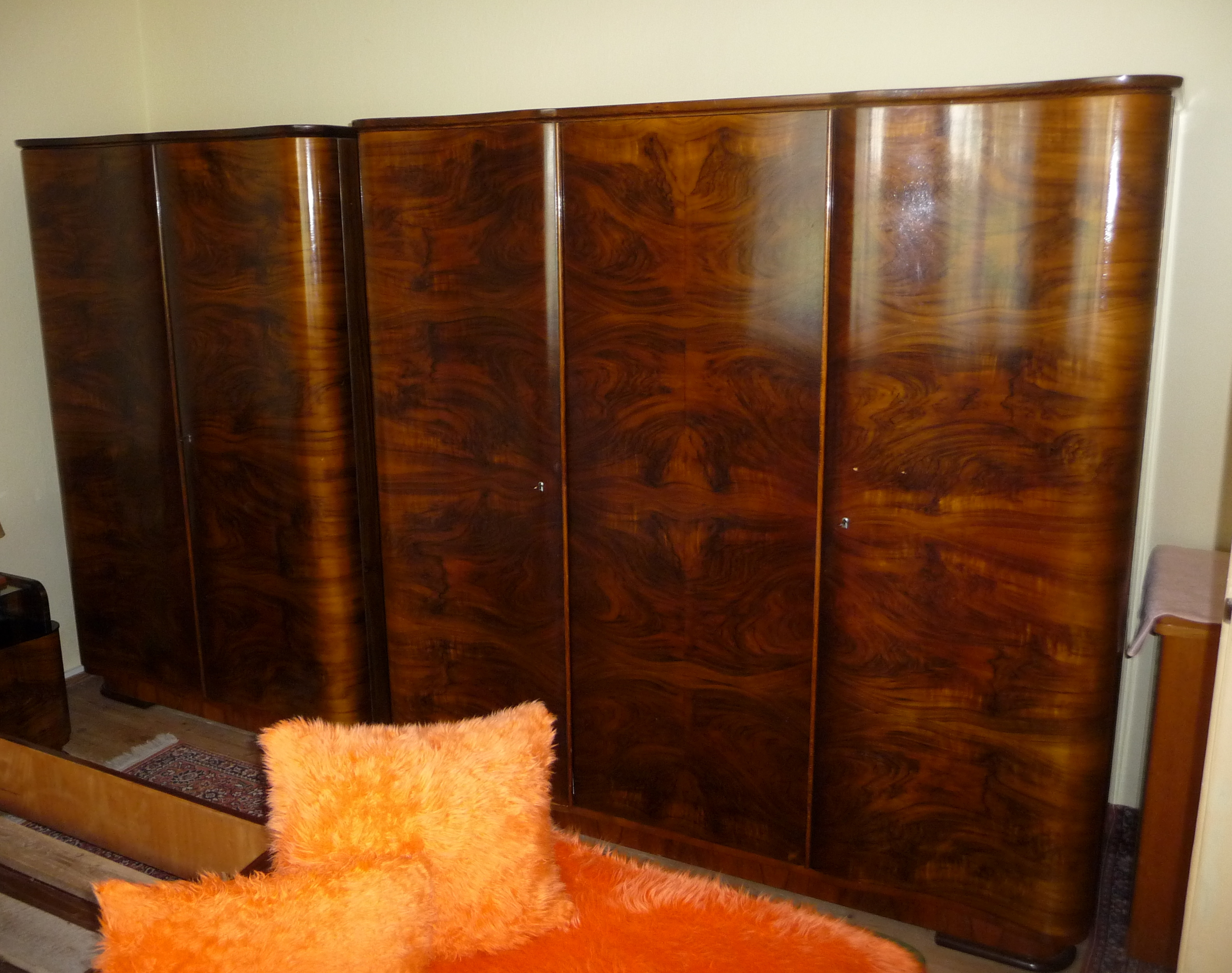
velho guarda roupa de madeira